# Dodge Daytona
La Daytona è un'autovettura compact prodotta dalla Dodge dal 1984 al 1993. Ne fu anche commercializzato un modello clone, la Chrysler Laser.

## Il contesto
La vettura era a trazione anteriore e venne offerta con un solo tipo di carrozzeria, hatchback tre porte. La Daytona era basata sul pianale G della Chrysler, che a sua volta derivava dalla piattaforma K del medesimo gruppo. Il modello sostituì la Challenger, che era basata su modelli Mitsubishi e subì un restyling nel 1987 e nel 1992. Nella gamma Dodge, la Daytona si collocava tra la Charger e la Conquest; fu poi sostituita nel 1995 dalla Dodge Avenger, che era realizzata dalla Mitsubishi.
Il nome della Daytona deriva dalla Dodge Charger Daytona. La Charger Daytona prendeva a sua volta la denominazione da Daytona Beach, che è una città conosciuta per il famoso autodromo Daytona International Speedway, il quale ospita diverse gare NASCAR, tra cui la Daytona 500.

## Storia

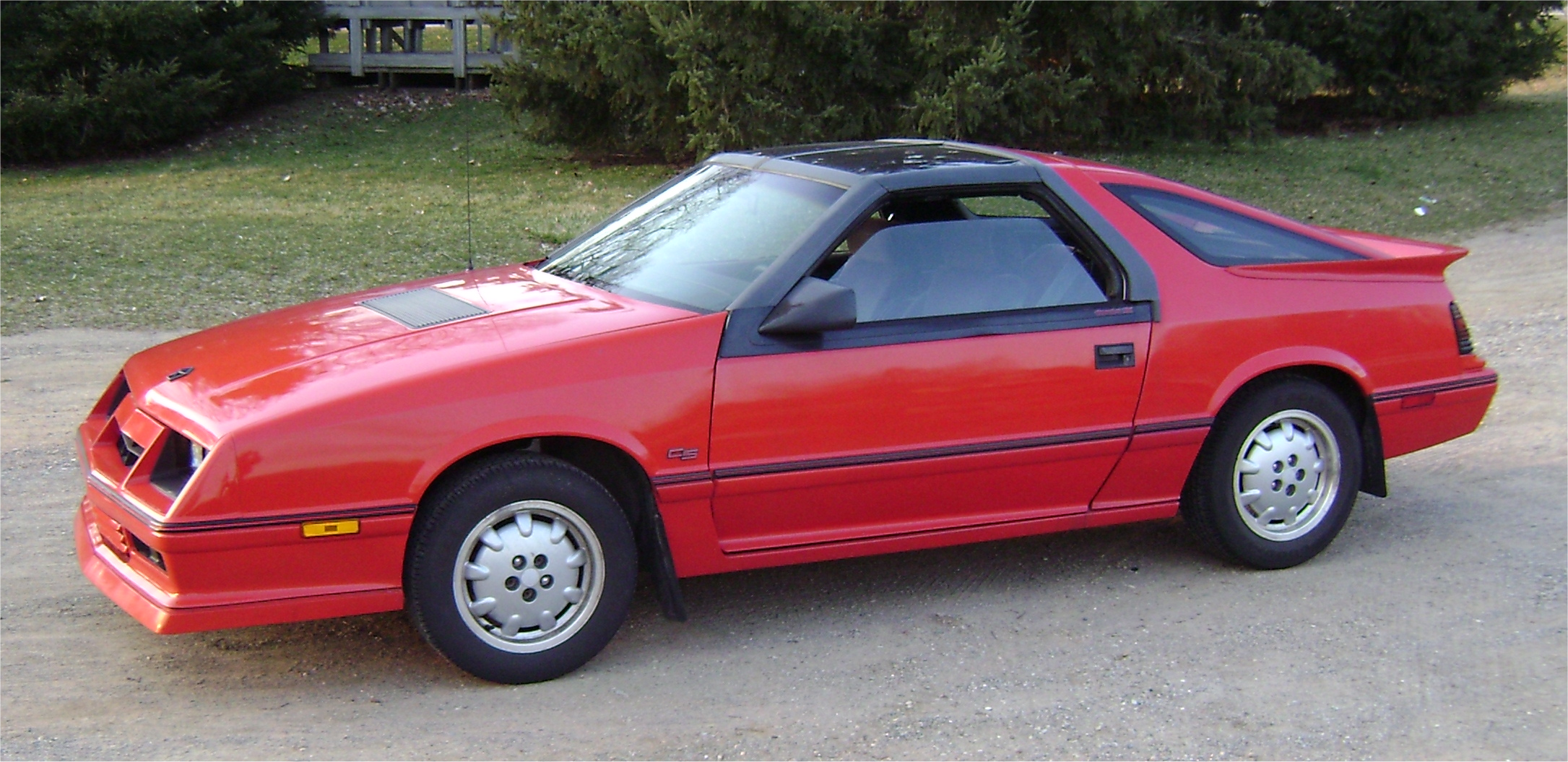
Una Daytona Turbo Z CS (Carroll Shelby) con pacchetto t-roof

La Daytona originariamente aveva installato un motore da 2,2 L di cilindrata, sia in versione normalmente aspirata che in quella con turbocompressore. La prima versione produceva 93 CV di potenza, mentre il secondo ne erogava 142. Nel 1986 fu aggiunto all'offerta un motore da 2,5 L. Nel 1985 la potenza del motore sovralimentato fu incrementata a 146 CV. La Daytona, al momento del lancio, era disponibile in tre livelli di allestimento, vale a dire "standard", "Turbo" e "Turbo Z". La Daytona Turbo fu inserita nella lista compilata dalla rivista Car and Driver dei migliori 10 modelli del 1984. Dal 1987 sia la Daytona che la Chrysler Laser erano disponibili con l'Electronic Voice Alert, che era un sistema che assisteva il conducente durante la guida con un sintetizzatore vocale. Sempre nel 1987 fu introdotta la versione ad alte prestazioni Shelby (o CS), che prendeva il nome dal pilota Carroll Shelby. La Daytona aveva il motore montato anteriormente e la trazione all’avantreno. Poteva essere ordinata con un cambio manuale a cinque rapporti oppure con due tipi di cambio automatico (per la precisione a tre o quattro rapporti).

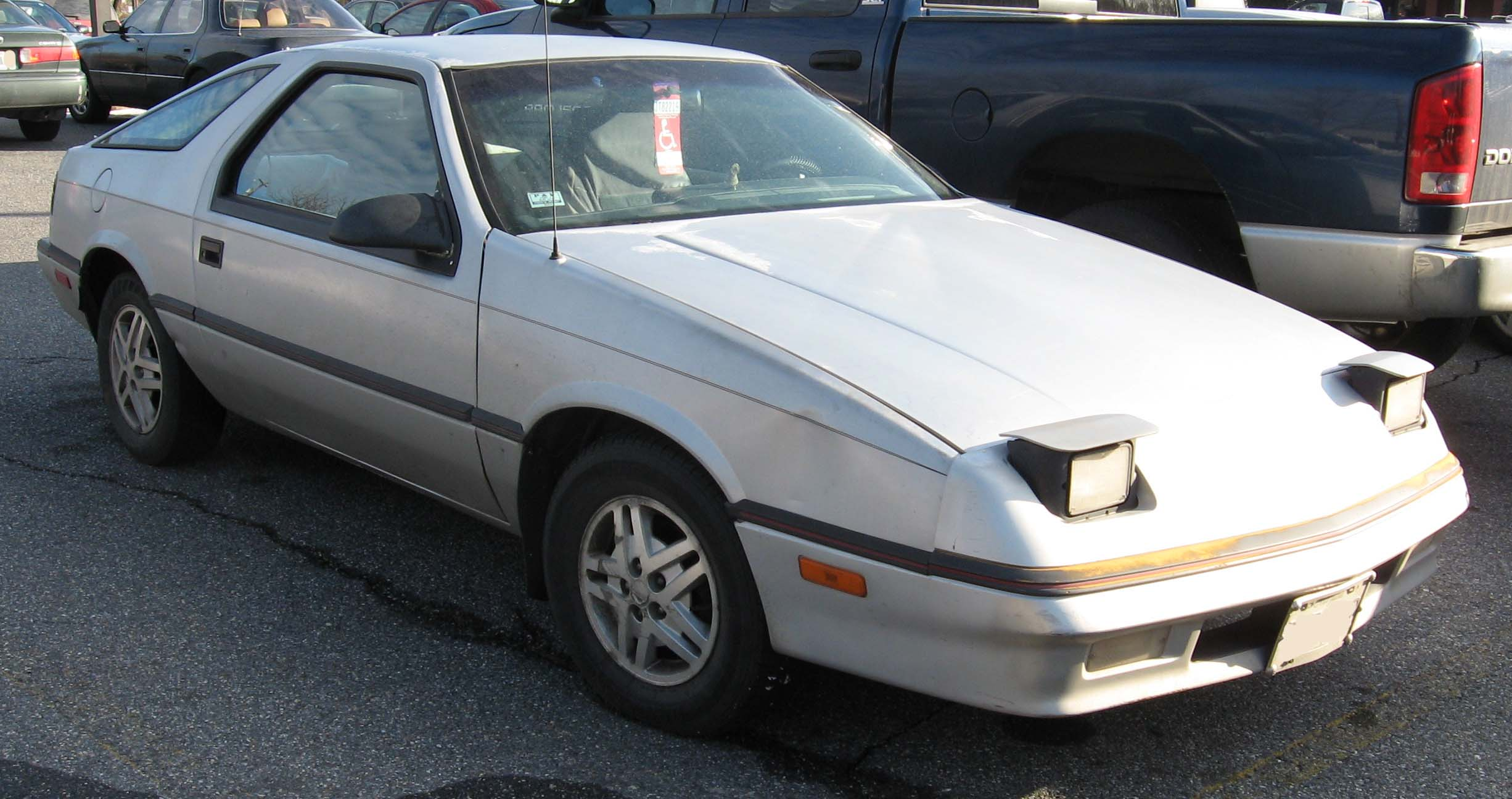
Una Dodge Daytona prodotta dal 1987 al 1991

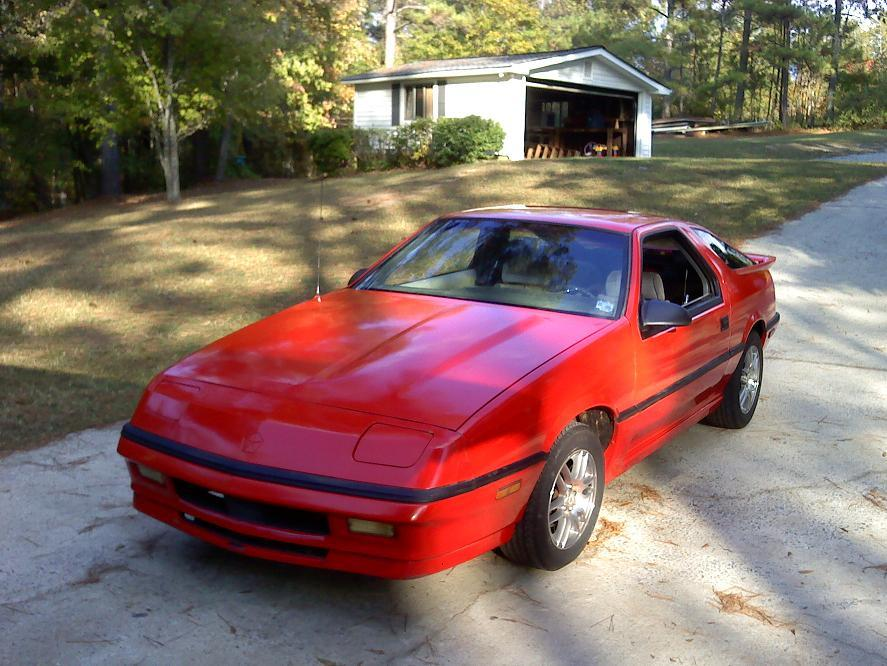
Una Dodge Daytona Shelby Z del 1987

La "Turbo Z" debuttò nel 1984 con accenti piuttosto lussuosi e quindi era dotata, ad esempio, di interni in pelle. Questi ultimi non furono però confermati l'anno seguente. Il motore sovralimentato disponibile all'esordio era il cosiddetto "Turbo I". Nel 1985 lo spoiler, che all'inizio era installato solo sulla "Turbo Z", fu disponibile per tutti gli allestimenti.
Nel 1986 ci furono pochi cambiamenti. L'allestimento "Turbo" fu tolto dall'offerta, lasciando disponibili solo il "base" ed il "Turbo Z". Furono aggiunto però i pacchetti "t-roof" e "C/S", ma solo 5.984 clienti scelsero la prima opzione. La seconda opzione comprendeva invece barre antirollio sia all'avantreno che al retrotreno, oltre che sospensioni e ruote ad alte prestazioni. Il pacchetto "C/S" fu installato su 7.704 esemplari.
Nel 1987 la Daytona fu rivista esteriormente e venne dotata di nuovi fanali anteriori. Sempre nel 1987 fu introdotto l'allestimento "Shelby Z", che era dotato della versione "Turbo II" del motore da 2,2 L. Questo propulsore erogava una potenza di 174 CV ed una coppia di 271 N•m. Erano inoltre installate sospensioni e freni ad alte prestazioni. Inoltre, era presente un sistema transaxle ad alte prestazioni con cambio Getrag. In Europa questa versione era venduta come Chrysler GS Turbo II. Nell'anno in questione la Chrysler Laser, che non era più prodotta, fu sostituita dall'allestimento lussuoso Pacifica che comprendeva, tra l'altro, interni in pelle, una strumentazione digitale ed un sistema elettronico per la navigazione che forniva i dati sul consumo di carburante, sulle distanze percorse e sul tempo trascorso alla guida. Inoltre erano installati dei sedili regolabili elettricamente. Nel 1988 fu reintrodotto l'allestimento "C/S".
Nel 1990 vennero aggiornati gli interni. In particolare, fu ridisegnato il cruscotto e vennero installati degli interni simili a quelli delle Chrysler LeBaron coupé e cabriolet. Nell'anno in questione fu offerto di serie l'airbag lato passeggero e venne introdotto un motore Mitsubishi monoalbero da 3 L. Nel 1991 fu introdotto l'allestimento IROC, che possedeva un equipaggiamento e degli accenti sportivi. Nello stesso anno fu tolto dall'offerta l'allestimento Shelby dato che terminò la collaborazione del famoso pilota ed imprenditore con la Chrysler.
Nel 1992 la produzione fu spostata da Saint Louis a Sterling Heights. Nell'occasione la Daytona fu oggetto di un restyling che coinvolse il frontale e le modanature. Fu introdotto, sull'allestimento IROC, il pacchetto R/T, che era dotato della versione Turbo III del motore da 2,2 L. Questo propulsore possedeva un doppio albero a camme in testa progettato dalla Lotus ed era dotato di un diverso sistema di iniezione.
La produzione della Daytona terminò il 2 marzo 1993. Il modello fu sostituito nel 1995 dalla Dodge Avenger.

## La Chrysler Laser

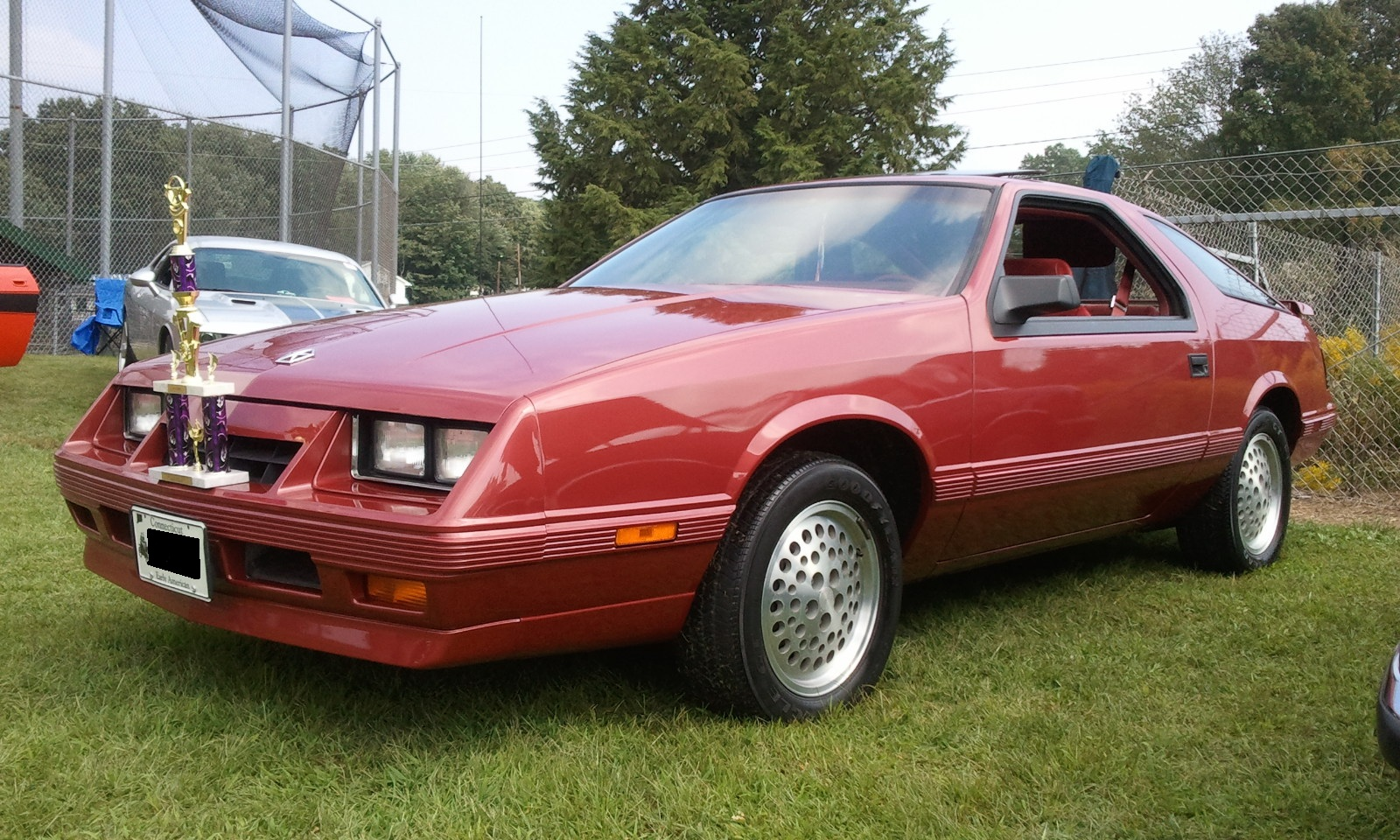
Una Chrysler Laser XE del 1985

La Laser fu annunciata come la prima vettura sport della Chrysler. Il modello era virtualmente un clone della Dodge Daytona, ed era disponibile solo in versione con accenti lussuosi. Venne commercializzata dal 1984 al 1986. La vettura era elegante, ribassata ed aerodinamica, ed aveva un Cx molto basso (0,35). Nel 1984 era disponibile in due livelli di allestimento, quello base ed l'XE. A metà del 1985 venne introdotto l'allestimento XT, che si posizionò al top della gamma. Dopo il 1986 la Daytona venne esportata in Canada come Chrysler Daytona. La versione sovralimentata della Laser era riconoscibile da feritoie nere sul cofano.
La Laser fu pensata per sostituire la Chrysler Conquest, che era costruita dalla Mitsubishi, e per competere con la Toyota Celica Supra. Nel 1987 la Chrysler LeBaron fu aggiornata con la fornitura di una linea più sportiva, e quindi non fu più necessario per la Chrysler avere nella gamma un modello come la Laser. La Laser era offerta con una garanzia di 5 anni oppure di 80.000 km.
La Laser XE era dotata di strumentazione digitale e di un sistema elettronico di controllo che monitorava 22 parametri, tra cui la mancata chiusura delle porte, il livello minimo di carburante e la presenza di fanali bruciati. Questo sistema forniva messaggi vocali di allarme. Inoltre, anche la Laser XE era dotata di un sistema elettronico per la navigazione che forniva i dati sul consumo di carburante, sulle distanze percorse ed sul tempo trascorso alla guida.

## La Decepzione
Dopo l'acquisto della Lamborghini da parte della Chrysler, la dirigenza decise di predisporre un programma per installare il motore V8 della Lamborghini Jalpa sulla Daytona. Questo propulsore fu collegato ad un sistema a trazione integrale progettato da Carrol Shelby. Il modello ottenuto fu chiamato "Decepzione". Nonostante le elevate prestazioni erogate ed il clamore sollevato nei mass media causato da alcuni articoli pubblicati sulla rivista Car and Driver, il progetto fu abbandonato per questioni di ingombri.